# Suckleya
Suckleya là chi thực vật có hoa trong họ Amaranthaceae.